# Jason Seizer

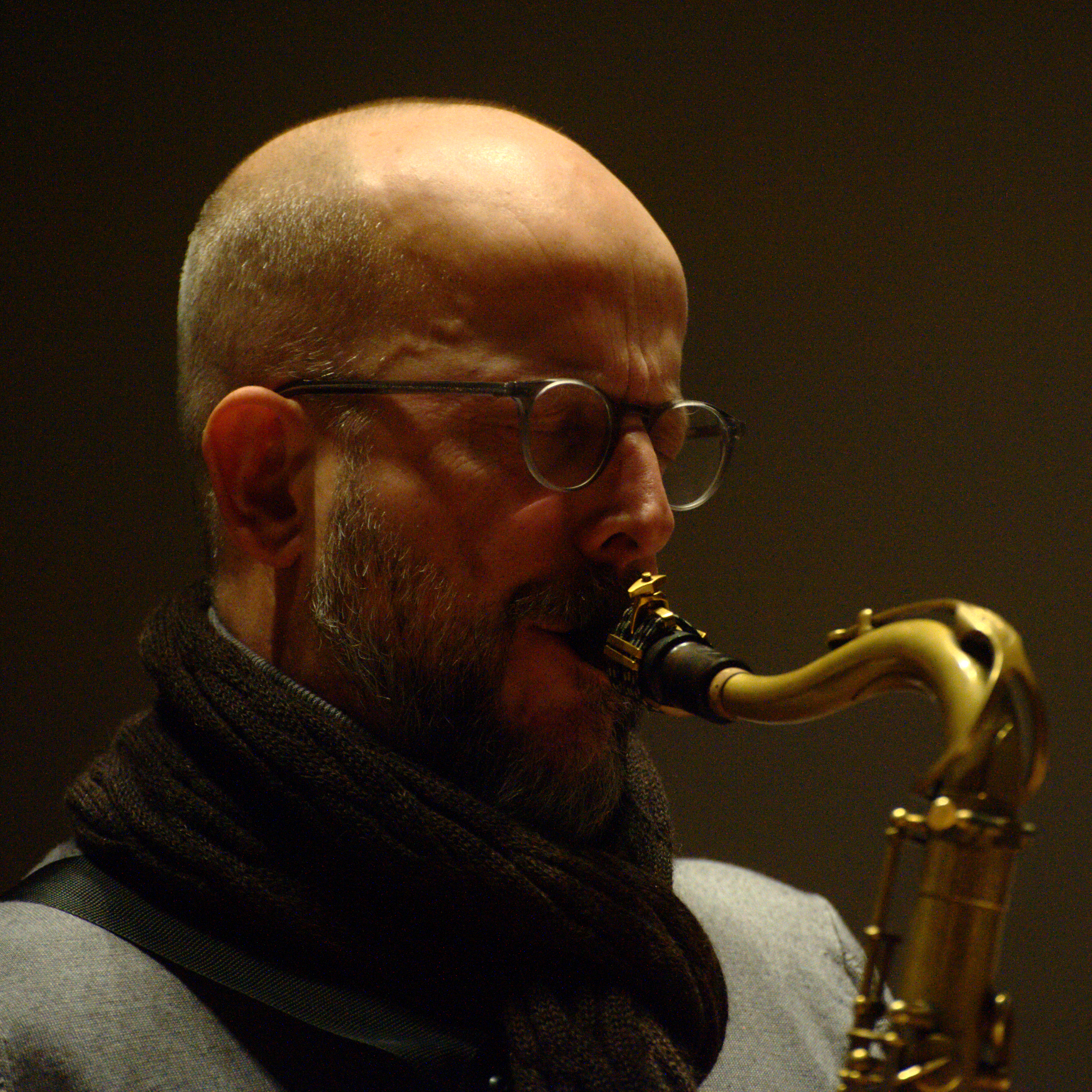
Jason Seizer bei einem Konzert mit seinem Quartett am 1. Dezember 2017 in der Stadtkirche Darmstadt

Jason Seizer (* 30. Juni 1964 in Stuttgart) ist ein deutscher Tenorsaxophonist des Modern Jazz und Musikproduzent. Hans-Jürgen Schaal zufolge ist er ein „Freigeist, ein sperriger Eigenbrötler, der höchste Ansprüche an sich selbst stellt“.

## Leben und Wirken
Seizer lernte ab dem vierten Lebensjahr Blockflöte, dann Flöte. Erst im Alter von 23 Jahren wechselte er, von John Coltrane beeindruckt, zum Jazz. Er studierte am Konservatorium Hilversum bei Ferdinand Povel und verbrachte dann einige Monate in New York City, wo er bei Ralph Moore und Joe Lovano Unterricht nahm. Er zog dann nach München und gründete sein eigenes Quartett, das er seit 1996 auf mehreren Tonträgern präsentierte. Zunächst arbeitete er mit Walter Lang, Nicolas Thys und Rick Hollander, dann mit dem Gitarristen Peter Bernstein und mit dem Organisten Larry Goldings. Daneben spielte er mit dem Sunday Night Orchestra, Bobby Burgess, Johannes Herrlich, der Munich Saxophone Family, Dusko Goykovich, Thomas Zoller und Maria Schneider. Daneben war er in den Jahren 2000 und 2001 als Programmgestalter des Münchner Jazzclubs Unterfahrt tätig. Seit 2004 spielte er im Quartett mit Marc Copland, Henning Sieverts und Jochen Rückert, seit 2008 mit dem Bassisten Matthias Pichler und dem Schlagzeuger Tony Martucci. 2015 legte er das Album Cinema Paradiso (mit Pablo Held, Matthias Pichler und Fabian Arends) vor.
Gemeinsam mit dem Münchener Kaufmann Ralph Bürklin gründete Seizer 2003 das Label Pirouet Records, für das er auch als Produzent und Tontechniker tätig ist. Seit 2020 ist Seizer Alleineigentümer des Labels. Zwischen 2013 und 2016 präsentierte er in seinem Jazz Salon im Heppel & Ettlich Gäste im Gespräch oder in der musikalischen Zwiesprache. 2021 und 2023 kuratierte Jason Seizer das von ihm gegründete Münchner Minifestival MUCTONES, wo er unterschiedlichste kammermusikalische Formationen aus verschiedenen deutschen Städten im intimen Rahmen auftreten lässt (Musik im Wohnzimmer). 

## Diskographische Hinweise
- Patience (Acoustic 1996) mit Walter Lang, Nicolas Thys, Rick Hollander, Peter Tuscher
- Serenity (Acoustic 1998) mit Peter Bernstein, Joris Teepe, Falk Willis
- Sketches (Organic 2000) mit Peter Bernstein, Larry Goldings, Bill Stewart
- Serendipity (Pirouet 2004) mit Marc Copland, Henning Sieverts, Jochen Rückert
- Fair Way (Pirouet 2004) mit Marc Copland, Nicolas Thys, Rick Hollander
- Time Being (Pirouet 2008) mit Marc Copland, Matthias Pichler, Tony Martucci
- Cinema Paradiso (Pirouet 2015) mit Pablo Held, Matthias Pichler, Fabian Arends
- Vertigo (Pirouet 2020) mit Pablo Held, Jonas Westergaard, Fabian Arends

## Lexikalische Einträge
- Jürgen Wölfer: Jazz in Deutschland. Das Lexikon. Alle Musiker und Plattenfirmen von 1920 bis heute. Hannibal, Höfen 2008, ISBN 978-3-85445-274-4.